# James Harris, 3:e earl av Malmesbury
James Howard Harris, 3:e earl av Malmesbury, född den 25 mars 1807, död den 17 maj 1889, var en brittisk statsman. Han var sonson till diplomaten James Harris, 1:e earl av Malmesbury.
Malmesbury ärvde earltiteln efter sin far 1841 (han kallades förut lord Fitzharris) och gjorde sig från 1846 bemärkt som de konservativa protektionisternas ledare i överhuset. Han tillhörde lord Derbys alla tre kabinett, först som utrikesminister februari-december 1852 och februari 1858-juni 1859; därpå som storsigillbevarare juli 1866-februari 1868; den sistnämnda posten bibehöll han under Disraeli till ministärens fall i december 1868, återfick den 1874, men drog sig 1876 till följd av dövhet tillbaka till privatlivet. Malmesbury var ungdomsvän till Napoleon III och ansågs påverkad därav i sin utrikespolitik. Han sökte i det längsta förekomma utbrottet av 1859 års krig mellan Österrike och Frankrike-Sardinien och iakttog efter krigsutbrottet neutralitet. År 1864 genomdrev Malmesbury i överhuset ett misstroendevotum mot Palmerston för dennes politik i danska frågan, men ministären räddades genom ett med knapp nöd vunnet förtroendevotum i underhuset. Han vann ett aktat namn inom den litterära världen genom utgivandet av farfaderns dagböcker och brevväxling. Hans egna memoarer, Memoirs of an ex-minister, utkom i 2 band 1884 och utgavs genast i 4 upplagor.